# Caledonia (Suidakra)
Caledonia è l'ottavo album in studio della band Melodic death metal tedesca Suidakra.

## Tracce
1. Highland Hills – 8:01
2. A Blackened Shield – 5:15
3. The Ember Deid (Part II) – 3:15
4. Evoke the Demon – 5:27
5. Forth-Clyde – 5:31
6. Ramble – 2:57
7. Dawning Tempest – 5:13
8. The Distant Call – 3:34
9. On Torrid Sand – 3:52
10. The IXth Legion – 5:44
11. Farewell – 1:14

## Formazione
- Arkadius Antonik – chitarre, voce, tastiere
- Marcel Schoenen – chitarre, voce
- Marcus Riewaldt - basso
- Lars Wehner – batteria